# Parque Arqueológico y Botánico de Solutré
El Parc archéologique et botanique de Solutré ( en francés: Parc archéologique et botanique de Solutré) es un Parque arqueológico, y jardín botánico, de propiedad departamental mantenido por el "Musée départemental de Préhistoire", en Solutré-Pouilly, Francia.

## Localización
Parc archéologique et botanique de Solutré Musée départemental de Préhistoire, Solutré-Pouilly, Saône-et-Loire, Bourgogne, France-Francia.
Planos y vistas satelitales, 46°17′57″N 4°43′9″E / 46.29917, 4.71917
Es visitable todo el año pero cerrado en diciembre.

## Historia

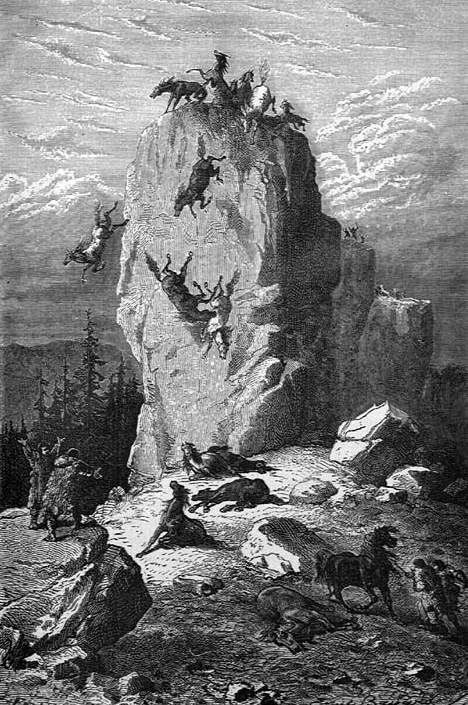
La caza de caballos en la roca de Solutré, una ilustración de "hombre primitivo" por L. Figuier, 1876

El parque preserva uno de los emplazamientos arqueológicos más ricos de la Prehistoria de Europa: un lugar de caza utilizado durante más de 25,000 años durante periodo Paleolítico Superior, donde los cazadores venían a cazar y despiezar a las piezas que cobraba, miles de caballos y renos.
Las herramientas de Sílex encontradas en este sitio se las conoce como de estilo Solutrense.
Este emplazamiento fue por vez primera excavado en 1866, clasificado como un monumento histórico en 1942, transferida su administración al "Conseil général de Saône-et-Loire" en 1993, y abierto al público en el 2006.
El parque contiene un sendero señalizado a través del emplazamiento de caza, con ocho áreas de información describiendo el medioambiente natural, las especies de plantas, y los resultados de las excavaciones arqueológicas puestas al día. Describe la geología, los animales existentes en los tiempos prehistóricos, técnicas de caza, y el paisaje en los tiempos prehistóricos, el sitio del descubrimiento de restos y la excavación inicial, y las excavaciones contemporáneas.

## Colecciones botánicas

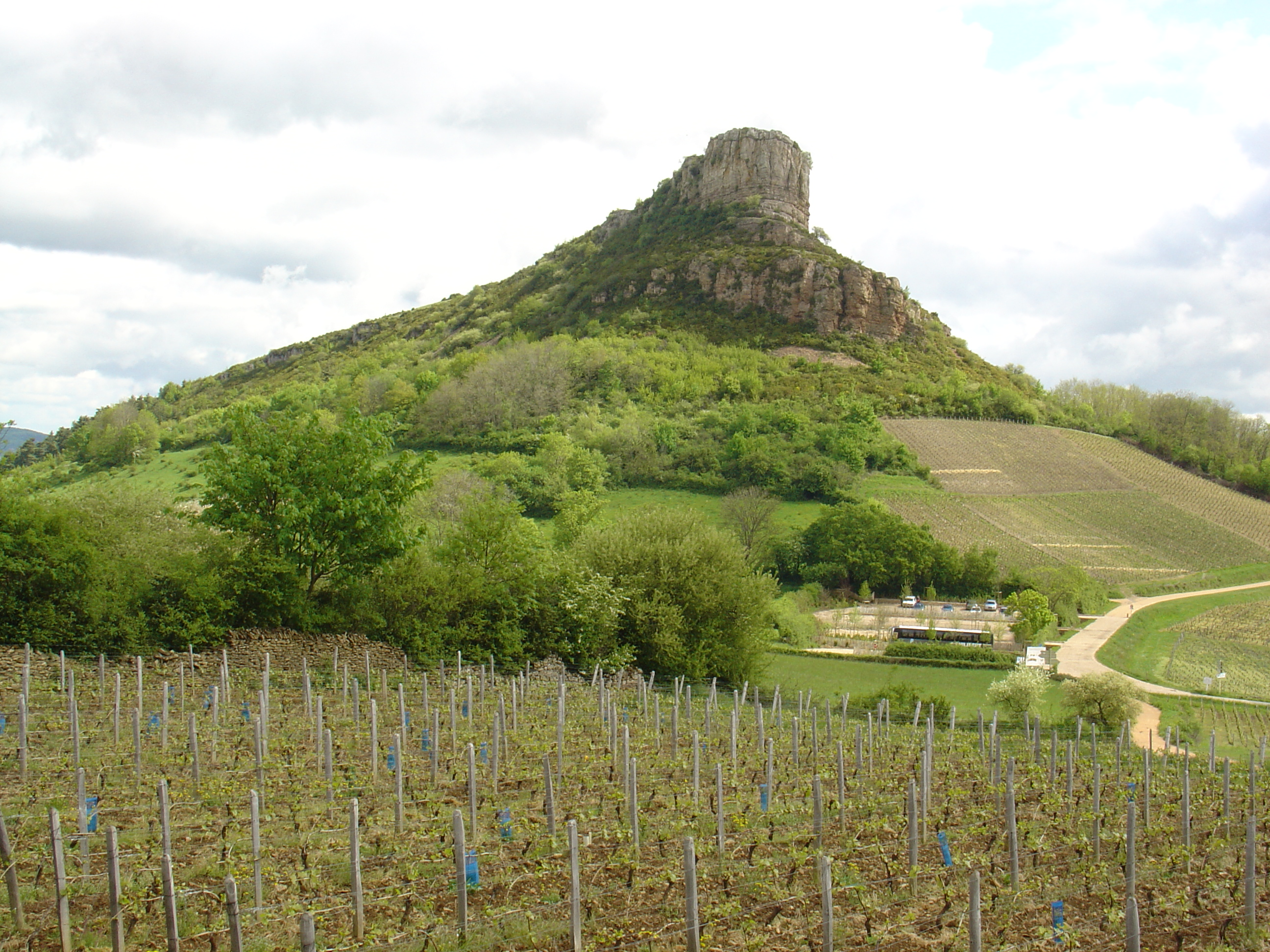
La roca de Solutré, y un viñedo en primer plano

Muchos de los árboles regionales, arbustos, y plantas se encuentran etiquetadas, incluyendo:
Acer campestre, Fraxinus excelsior, Juglans regia, Prunus mahaleb, Pyrus communis, Quercus pubescens, and Robinia pseudoacacia; Cornus sanguinea, Hippocrepis emerus, Ligustrum vulgare, Prunus spinosa, Ribes uva-crispa, Rosa canina, and Sambucus nigra; Aceras anthropophorum, Campanula rotundifolia, Clematis vitalba, Crataegus monogyna, Fragaria vesca, Geranium dissectum, Geranium molle, Geranium robertianum, Helleborus foetidus, Himantoglossum hircinum, Hypericum perforatum, Rubia peregrina, Rumex scutatus, Sanguisorba minor, Saponaria officinalis, Seseli montanum, Sedum album, Sedum reflexum, y Verbascum thapsus